# Maison de Bolanden
La maison de Bolanden avait charge de ministériaux de l'Empire, et son fief était principalement l'actuel Arrondissement de Mont-Tonnerre.

## Histoire
Dès avant 1129 Werner Ier von Bolanden avait érigé un monastère (Kloster Hane) dans le voisinage de son château familial à Altbolanden.
Les von Bolanden étaient des ministériaux de l'archevêque de Mayence. Comme tels, ils furent impliqués dans la rébellion des ministériaux, clercs et bourgeois contre l'archevêque Arnold von Selenhofen en 1160.
Leur principal territoire au XIIe siècle s'étendait sur le comté de Nahegau et de Wormsgau. Ils menèrent le défrichement autour du mont Tonnerre au profit de l'Empire.
Dans la seconde moitié du XIIe siècle, Werner II von Bolanden apparaît dans la suite du roi allemand, comme ministériel impérial. Dans le service impérial, lui et sa famille ont profité d'une rapide ascension. Werner II est cité comme intendant impérial (Reichsvogt) d'Ingelheim et donc comme administrateur du domaine impérial sur le Rhin moyen. Vers 1190, il reçoit de l'Abbaye de Lorsch, Chamba (de) (“curia in Chamben”), ancien lieu de résidence impérial, en fief.
Par la suite, les Bolanden étendent leurs territoires par le biais des fiefs. Vers 1220, la famille se scinde en trois branches, les Bolanden, les Falkenstein et les Hohenfels (de).
La lignée des Bolanden fut gratifiée pour ses bons services de la charge héréditaire d'écuyer de cuisine (de) impérial. Sa descendance mâle s'éteint en 1386 avec l'ecclésiastique Conrad von Bolanden. En 1277 Cunégonde von Bolanden avait épousé le Comte Heinrich Ier von Sponheim-Kreuznach, fils du Comte Simon Ier von Sponheim-Kreuznach (de), et ainsi fondé la branche Sponheim-Bolanden. Le dernier descendant mâle en sera Heinrich II. von Sponheim-Bolanden (de) († 1393) ; c'est une petite-fille qui versera l'héritage à la Maison de Nassau.
En 1246 Philippe IV de la branche Falkenstein était gardien de Trifels et des regalia. Son épouse était Isengard von Münzenberg, héritière d'une partie de la seigneurie de Münzenberg (de), qui fut perdue du fait de problèmes financiers au XIVe siècle. La branche Falkenstein s'éteint en 1418, ce sont les von Eppstein (de) et les Comtes de Solms qui seront leurs héritiers.
En 1602 la branche Hohenfels s'éteint à son tour, et ses héritiers seront les Comtes de Sponheim et la Maison de Nassau-Saarbrücken. Une bonne part de leurs biens fut vendu à l'Électorat palatin.

## Territoire
Dans un registre des propriétés du XIIIe siècle, se trouve une liste des droits et terres de Werner II von Bolanden (fin du XIIe siècle). Le point central de ses terres est le Wormsgau, avant tout autour de Mont-Tonnerre. En plus des châteaux, il a des droits sur 150 lieux, et des fiefs en dépendance de 44 suzerains.

## Châteaux

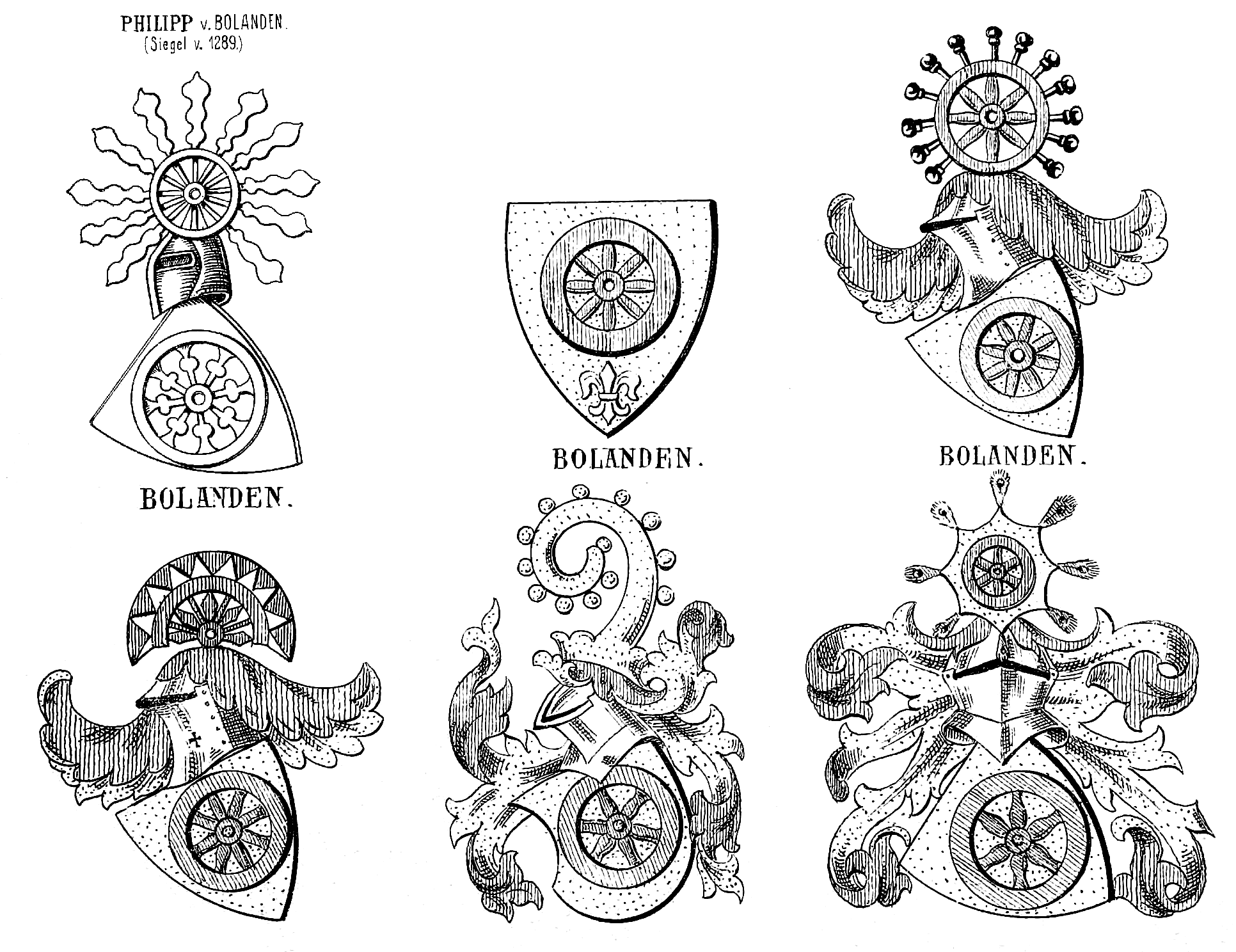
Les diverses armes des Bolanden dans l'armorial de Siebmacher, 1882 et 1916

- Château familial Altbolanden (de)
- Neubolanden (de)
- Hohenfels (de)
- Falkenstein
- Reipoltskirchen (de)

## Armes

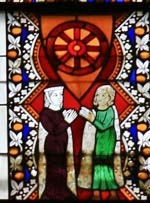
Vitrail von Bolanden, dans, vers 1450

La symbolique des armes des Bolanden se base, comme celle des archevêques de Mayence, sur une roue. Cela vient probablement d'un lien entre les deux. Les deux roues diffèrent cependant par leurs couleurs et leur nombre de rayons. Les armes de Mayence présentent une roue en argent à six rayons sur fond rouge, tandis que les Bolanden ont une roue rouge à huit rayons sur fond or. La roue des Bolanden est attestée dès 1214, et celle de Mayence en 1238.

## Personnalités
- Christian II von Bolanden, archevêque de Mayence (1249–1251)
- Friedrich von Bolanden, évêque de Spire (1272–1302)
- Anna von Bolanden († 1320), cistercienne au Monastère de Kirschgarten (de), qui fit des annotation sur un célèbre Codex.
- Werner von Bolanden († 1324), prévôt du chapitre de la cathédrale de Mayence et de Spire